# Spiculum ventrale

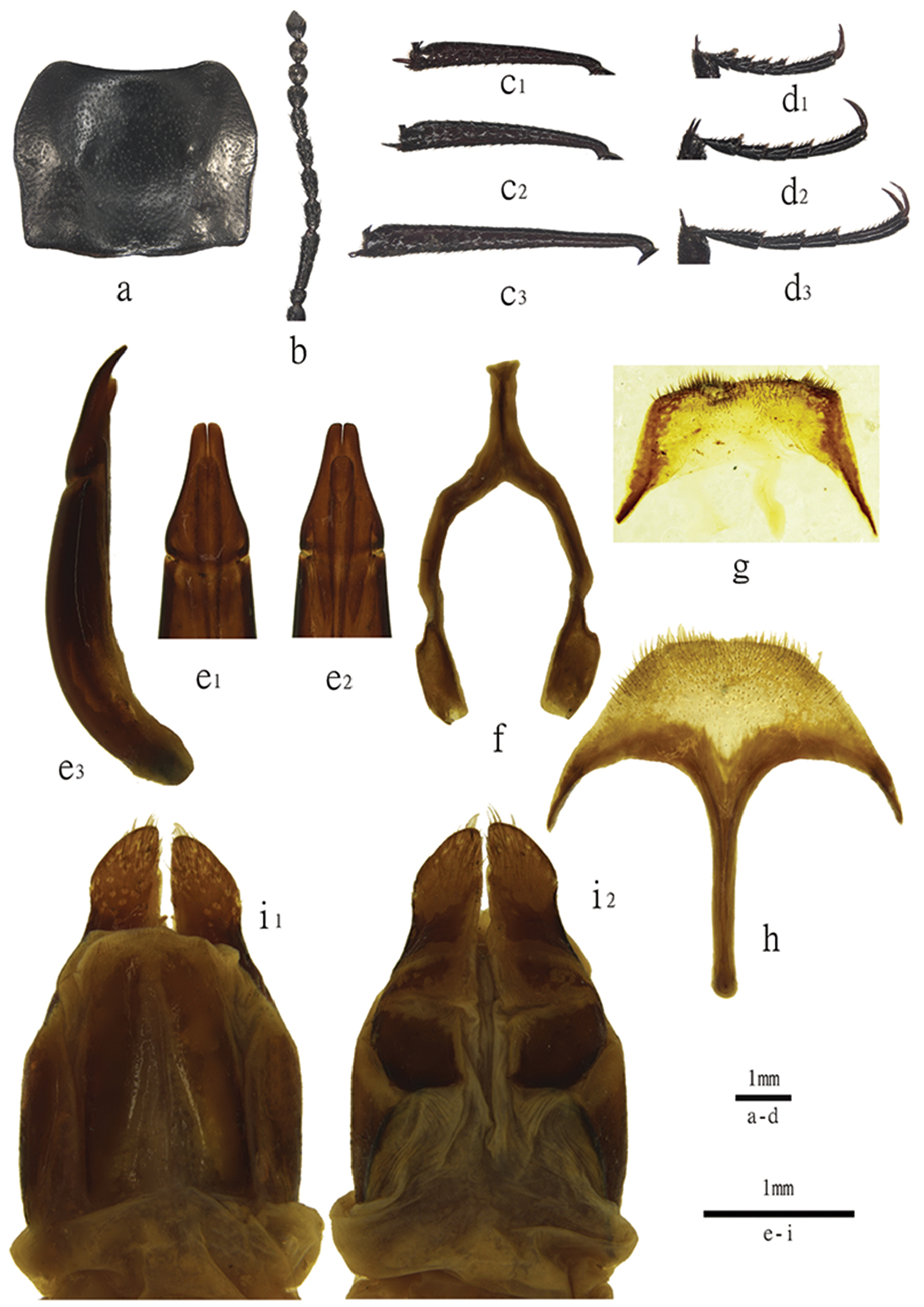
Cechy charakterystyczne Blaptogonia zhentanga z rodziny czarnuchowatych. Samica na ilustracjach od h do i. h: spiculum ventrale, i1: pokładełko w widoku brzusznym, i2: pokładełko w widoku grzbietowym

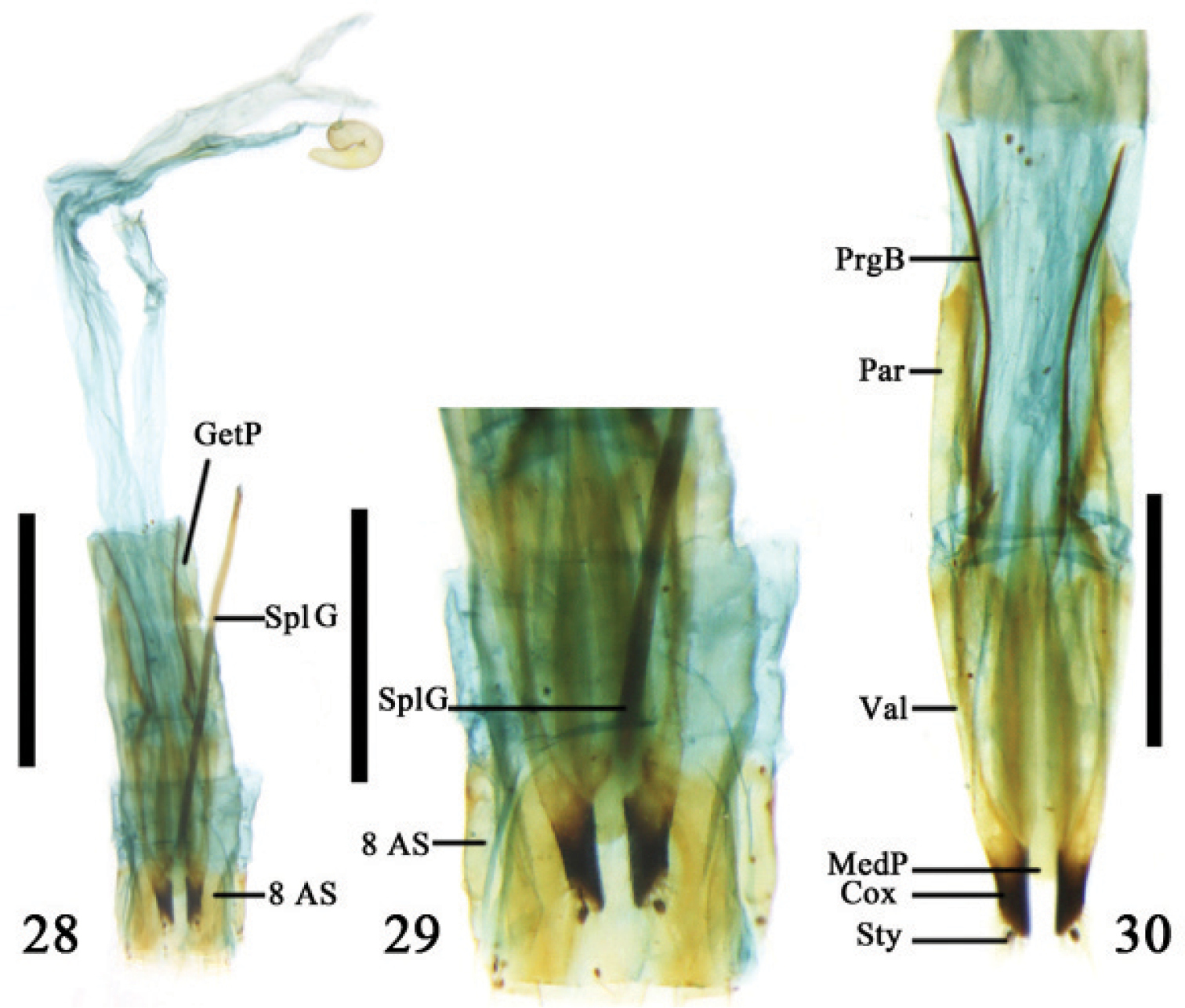
Pokładełko i ósmy segment odwłokowy samicy przemianki tarninówki. Cox: koksyt, GetP: kieszonka genitalna, MedP: płytka środkowa, Par: paraprokt, PrgB: bakula proktigeru, SplG: spiculum ventrale, Styl: gonostylik (stylus), Val: walwifer.

Spiculum ventrale – element anatomiczny w końcowej części odwłoka (terminaliach) samic niektórych owadów z rzędu chrząszczy.
Spiculum ventrale jest apodemą wyrastającą po wewnętrznej stronie przedniej części sternitu ósmego segmentu odwłokowego (płytki sugenitalnej). Zwykle ma formę mocno wydłużonej podpórki. Może być połączone z ósmym sternitem ściśle lub stawowo, przy użyciu ścięgna i wówczas zachowywać pełną ruchomość. Wśród samic stonek pierwotny charakter ma spiculum gastrale niepołączone stawowo z ósmym sternitem, natomiast u licznych ich grup pojawia się połączenie stawowe między tymi elementami.
Zdarza się stosowanie dla spiculum ventrale nazwy spiculum gastrale. Ta druga odnosi się jednak do apodemy na płytce sugenitalnej samców, która to jest przekształconym dziewiątym, a nie ósmym sternitem. Spiculum ventrale jest więc narządem analogicznym, ale nie narządem homologicznym dla spiculum gastrale samców. Homologiem spiculum ventrale występującym u niektórych samców jest natomiast spiculum relictum.